# جائزة لامدا الأدبية
تُمنح جوائز لامدا الأدبية، المعروفة أيضًا باسم «لاميس»، سنويًا من قبل لامدا الأدبية للاعتراف بالدور الحاسم الذي يلعبه كتاب LGBTQ في تشكيل العالم. يحتفل لاميس بأفضل ما في الأدب المثلي. تم إنشاء الجوائز في عام 1989.
نما البرنامج من 14 جائزة في السنوات الأولى إلى 24 جائزة اليوم. تم إسقاط الفئات المبكرة مثل أدبيات فيروس نقص المناعة البشرية / الإيدز حيث تضاءل بروز أزمة الإيدز داخل مجتمع المثليين، وأضيفت فئات الأدب ثنائي الجنس والمتحولين جنسياً حيث أصبح المجتمع أكثر شمولاً.
بالإضافة إلى الجوائز الأدبية الأولية، تقدم لامدا الأدبية أيضًا عددًا من الجوائز الخاصة.

## فئات الجائزة

### تيار
الأدب المخنثين أو المخنثين، الخيال المخنثين، الشعر المخنثين 1
- مثلي الجنس الشبقية
- خيال مثلي الجنس
- مذكرات مثلي الجنس أو السيرة الذاتية
- لغز مثلي الجنس
- شعر مثلي الجنس
- الرومانسية مثلي الجنس
- الشبقية مثلية
- خيال مثلية
- مذكرات مثليه أو سيرة ذاتية
- لغز مثلية
- شعر مثلية
- الرومانسية السحاقية
- مختارات LGBT
- LGBT الأطفال أو الشباب
- الخيال لأول مرة LGBT
- دراما LGBT
- رواية مصورة لمثليي الجنس والمتحولين جنسيا
- LGBT غير خيالي
- الخيال العلمي أو الخيال أو الرعب LGBT
- دراسات LGBT

أدب المتحولين جنسياً أو خيال المتحولين جنسياً، قصائد المتحولين جنسياً، شعر المتحولين جنسياً 1